# Гуськова Ганна Андріївна
Ганна Андріївна Гуськова (biał. Ганна Андрэеўна Гуськова; народилася 28 серпня 1992 року в Мінську) — білоруська спортсменка з фристайлу, що спеціалізується на акробатичних стрибках, Олімпійська чемпіонка 2018 року.
Дебютувала на Кубку світу у 2009 році. Виступала також у змаганнях FIS Race, Кубку Європи і Північноамериканському кубку. Вона брала участь у Зимових Олімпійських іграх 2014 року в Сочі.
Кращі результати на Кубку світу досягла у сезоні 2014/2015 року, коли вона посіла 18-те місце в загальному заліку, а в класифікації акробатичних стрибків вона була п'ятою.

## Досягнення

### Зимові Олімпійські ігри
| Місце | День      | Рік  | Місто    | Дисципліна                   | Переможець     |
| ----- | --------- | ---- | -------- | ---------------------------- | -------------- |
| 21.   | 14 лютого | 2014 | Сочі     | Акробатичні стрибки          | Алла Цупер     |
| 1.    | 16 лютого | 2018 | Пхенчхан | Акробатичні стрибки          | Ганна Гуськова |
| 6.    | 10 лютого | 2022 | Пекін    | Командні акробатичні стрибки | США            |
| 2.    | 14 лютого | 2022 | Пекін    | Акробатичні стрибки          | Сюй Ментао     |

### Чемпіонат світу з фристайлу
| Місце | День       | Рік  | Місто     | Дисципліна                   | Переможець |
| ----- | ---------- | ---- | --------- | ---------------------------- | ---------- |
| 14.   | 4 березня  | 2009 | Інавасіро | Акробатичні стрибки          | Лі Ніна    |
| 9.    | 4 лютого   | 2011 | Дір-Веллі | Акробатичні стрибки          | Чен Шуан   |
| 6.    | 15 січня   | 2015 | Крайшберг | Акробатичні стрибки          | Лаура Пив  |
| 5.    | 10 березня | 2021 | Алмати    | Акробатичні стрибки          | Лаура Пив  |
| 4.    | 11 березня | 2021 | Алмати    | Командні акробатичні стрибки | Росія      |

### Кубок світу

#### Місця у загальному заліку
- сезон 2008/2009: 153.
- сезон 2009/2010: —
- сезон 2010/2011: 42.
- сезон 2011/2012: 31.
- сезон 2012/2013: —
- сезон 2013/2014: 171.
- сезон 2014/2015: 18.
- сезон 2015/2016: 42.
- сезон 2016/2017: 91.
- сезон 2017/2018:

#### Призові місця на змаганнях
1. Лейк-Плесід — 31 січня 2015 (стрибки) — 3-тє місце
2. Чжанцзякоу — 16 грудня 2017 (стрибки) — 1-ше місце
3. Лейк-Плесід — 19 січня 2018 (стрибки) — 2-ге місце